# Camponotus ruber
Camponotus ruber é uma espécie de inseto do gênero Camponotus, pertencente à família Formicidae.